# 瓜达尔县

所在位置

瓜达尔县，是巴基斯坦俾路支省的一个县，位于该省西南部。总面积15,216 km2 (5,874.9 sq mi)，总人口250,000(2005)。县治位于瓜达尔。

## 建制沿革
1977年，瓜达尔县建制。

## 行政区划
瓜达尔县辖有5个乡。